# Operation: Mindcrime
Operation: Mindcrime é o terceiro álbum de estúdio da banda de metal progressivo Queensrÿche, lançado em 3 de maio de 1988. O álbum foi relançado em 6 de Maio de 2003 com duas faixas extras, e em 2006 no formato deluxe.
É um álbum conceitual e ópera rock. Seu enredo gira em torno de um viciado em drogas que se torna desiludido com a sociedade corrupta e, relutantemente, acaba se envolvendo com um grupo revolucionário como um assassino de líderes políticos.
O álbum não foi um sucesso imediato, mas, eventualmente, foi certificado com disco de platina e expandiu a popularidade da banda consideravelmente, contribuindo para isso a transmissão do clipe da canção "Eyes of a Stranger" na MTV.
Considerado o melhor trabalho do grupo, Operation: Mindcrime foi incluído em diversas listas de melhores álbuns de metal de publicações como Kerrang!, NME e Rolling Stone. É considerado a magnum opus da banda e um dos melhores álbuns conceituais de todos os tempos, permanecendo relevante décadas após seu lançamento. Uma continuação, Operation: Mindcrime II, foi lançada em abril de 2006.

## Contexto
A MTV tomou conhecimento do clipe que gravamos para ["Eyes of a Stranger"] e tocou-o bastante. E a canção viralizou. Isso nos lançou ao estrelato, então devemos muito a "Eyes of a Stranger". Ela tornou a nossa carreira possível.

Michael Wilton, em 2015
Lançado em 3 de maio de 1988, o álbum expandiu consideravelmente a popularidade da banda: em meados daquele ano, o Queensryche era uma banda cult, abrindo shows e procurando um público maior, chegando a abrir para o Metallica durante a turnê "Damaged Justice". Em 1989, a MTV começou a transmitir o clipe de "Eyes of a Stranger" e as vendas de Operation: Mindcrime dispararam: o álbum foi certificado com disco de ouro um ano após seu lançamento e com disco de platina em 1991.
O álbum é composto por dez músicas e cinco interlúdios com diálogos e efeitos sonoros. Nove das quinze faixas deram origem a clipes musicais, coletivamente lançados sob o nome de Video: Mindcrime em 1989.
Apoiada nas vendas do álbum seguinte, Empire (1990), certificado múltiplas vezes com disco de platina, a turnê "Building Empires" durou dezoito meses, passou por três continentes e, apesar de conter canções de Empire e outras clássicas mais antigas, o cerne do show era Operation: Mindcrime tocado em sua totalidade, inclusive com vídeos ao fundo do palco.
Uma continuação, Operation: Mindcrime II, foi lançada em 2006. Apesar de não atingir o sucesso do original, Mindcrime II foi considerado pelo autor Jeff Wagner como "o álbum mais bem recebido [da banda] em anos".
Em 2009, o ator Adam Pascal anunciou que o álbum seria adaptado para um musical da Broadway.
A música "I Don't Believe in Love" foi nomeada ao Prêmio Grammy para Melhor Performance de Metal de 1990.

## Enredo
O álbum começa com o protagonista, Nikki, em um hospital. Ele se encontra em um estado quase catatônico, incapaz de lembrar de qualquer coisa, exceto poucas coisas de seu passado. As memórias de Nikki surgem subitamente. Ele agora se recorda que, como um viciado em heroína, tornara-se radicalmente político e frustrado com a sociedade contemporânea devido a desigualdade econômica, corrupção e hipocrisia ao seu redor; foi manipulado em se aliar a uma suposta organização secreta dedicada à revolução. Na liderança dessa organização, está um misterioso e religioso demagogo conhecido como Dr. X, o qual manipula Nikki através de uma combinação de heroína e técnicas de lavagem  cerebral para o transformar em um assassino.
Todas as vezes que Dr. X utiliza a palavra "mindcrime" (isto é, "crime mental"), Nikki se torna seu fantoche, um estado que Dr. X utiliza para comandar Nikki a cometer qualquer assassinato que o Doutor desejar. Através de um dos associados do Dr. X, um padre corrupto chamado de Father William (Pai William), Nikki conhece uma freira - outrora uma prostituta -, chamada de Sister Mary (irmã Mary). Conforme sua amizade e afeição para com Sister Mary cresce, Nikki começa a questionar a natureza de o que está fazendo, vendo que Dr. X tem sua própria agenda nefasta. Dr. X, ao perceber o conhecimento de Mary perante a situação com seu culto a personalidade, ordena a Nikki que mate tanto Mary quanto o padre. Nikki vai até a igreja de Mary e assassina o padre. No entanto, após confrontar Mary, Nikki falha ao completar a ordem imposta sobre ele. Ele e Mary decidem deixar a organização juntos, e Nikki vai ao Dr. X para contar a este que está livre agora. Dr. X, no entanto, relembra Nikki de que é um adicto, e que ele é o único que pode ter controle e ajudar Nikki. Nikki vai embora, em conflito e incerto consigo mesmo, retorna, apenas encontrando Mary morta.
Nikki não consegue lidar com a perda, bem como com a possibilidade de que ele mesmo pode tê-la matado sem ter conhecimento disso (foi depois revelado na apresentação ao-vivo, do DVD "Mindcrime at the Moore", que Mary tirou a própria vida após Dr. X tentar manipular esta de matar Nikki), e começa a sucumbir na insanidade. Ele corre pelas ruas gritando seu nome. A polícia, ao chegar, captura Nikki, e então, uma arma é encontrada nele; conseguem estes o colocar sob custódia, com a suspeita de que Nikki possa ter sido o responsável pelo assassinato de Mary, e pelos demais assassinatos cometidos por Dr. X. Sofrendo de uma quase completa perda de memória, Nikki é colocado em um hospital psiquiátrico, onde ele vê um noticiário acerca dos recentes homicídios políticos. Isso o faz recuperar sua memória, começando a contar a sua história. O álbum fecha com Nikki proferindo: "I remember now" ("agora, eu me lembro")

## Recepção e legado
| Críticas profissionais | Críticas profissionais |
| Avaliações da crítica  | Avaliações da crítica  |
| Fonte                  | Avaliação              |
| ---------------------- | ---------------------- |
| Allmusic               | [ 7 ]                  |
| Martin Popoff          | (9/10)                 |
| Metal Forces           | (9.5/10)               |

Bernard Doe, resenhando o álbum em 1988 para Metal Forces, escreveu que, com Operation: Mindcrime, o Queensrÿche produziu um dos melhores álbuns conceituais de todos os tempos que, por sua "genialidade conceitual", merece estar ao lado de álbuns como Quadrophenia, do The Who, e Dark Side Of The Moon, do Pink Floyd. Para Doe, a banda levou o metal, musicalmente, a uma nova dimensão com canções inovadoras, citando as faixas "Spreading The Disease" e "The Mission" como suas favoritas, a última tendo, para ele, um laivo de Led Zeppelin.
A Rolling Stone classificou Operation: Mindcrime na 67.ª posição de sua lista "Os 100 Maiores Álbuns de Metal de Todos os Tempos". O crítico Tom Beaujour caracterizou o álbum como a magnum opus do grupo, elogiando a produção de Peter Collins, a precisão das performances do baterista Scott Rockenfeld e do baixista Eddie Jackson, e, principalmente, os vocais de Geoff Tate, que, segundo ele, evocaram o melhor de Freddy Mercury, Rob Halford e Peter Murphy.
A NME classificou o álbum na 70.ª posição de sua lista "100 maiores álbuns de heavy metal", chamando-o de um dos primeiros álbum de metal progressivo e um "imenso avanço" no gênero do álbum conceitual.
Em 1989, a Kerrang! classificou o álbum na 34.ª posição em sua lista de "100 Maiores Álbuns de Heavy Metal de Todos os Tempos".
Jon Wiederhorn, no sítio Loudwire, escreveu que, apesar de continuar inovador, Operation: Mindcrime não foi um sucesso imediato: o álbum estreou na 50.ª posição da Billboard e demorou um ano inteiro para ser certificado com disco de ouro. Em 1991, o álbum foi certificado com disco de platina depois da banda tocá-lo em sua totalidade na turnê de promoção do álbum Empire. Wiederhorn caracterizou-o como uma evolução — tanto em termos de música quanto de letra — do álbum Rage for Order, mantendo a intensidade cinematográfica deste. Para ele, o álbum é ambicioso e dramático, sem ser demasiadamente indulgente e as performances se adequam às necessidades das canções. Segundo ele, o Queensrÿche não foi a primeira banda de rock a contar uma história com um álbum, mas foi o primeiro grupo popular de metal dos anos 1980 a fazê-lo: basicamente, a banda converteu o modelo de ópera rock de The Who, Pink Floyd e Rush num arcabouço ousado e agressivo que agradou aos fãs de Iron Maiden, Judas Priest, Dio e abriu as portas para que outras bandas fizessem experimentos com estruturas similares. Para Wiederhorn, o álbum foi algo sem precedentes e continua tematicamente relevante décadas após seu lançamento inicial.
Para Jeff Wagner, o álbum está no topo do período mais progressivo do grupo: sua narrativa é ambiciosa, mas fácil de seguir e claramente contada e a música tem espaço para respirar, sem ficar completamente a serviço das letras volumosas. Apenas a canção "Suite Sister Mary" explora padrões não convencionais de composição, enquanto canções como "I Don't Believe in Love" e "Eyes of a Stranger" sugerem uma abordagem mais próxima do rock convencional. Todos os temas conceituais, efeitos sonoros e transições convergiram para criar uma experiência melhor absorvida em sua totalidade do que em partes. Para ele, apesar da qualidade de boa parte dos outros trabalhos do Queensryche, Operation: Mindcrime ainda ofusca a todos.

## Faixas
| Lado um |                         |         |  |
| N.º     | Título                  | Duração |  |
| 1.      | "I Remember Now"        | 1:17    |  |
| 2.      | "Anarchy—X"             | 1:27    |  |
| 3.      | "Revolution Calling"    | 4:42    |  |
| 4.      | "Operation: Mindcrime"  | 4:43    |  |
| 5.      | "Speak"                 | 3:42    |  |
| 6.      | "Spreading the Disease" | 4:07    |  |
| 7.      | "The Mission"           | 5:45    |  |

| Lado dois |                           |         |  |
| N.º       | Título                    | Duração |  |
| 8.        | "Suite Sister Mary"       | 10:41   |  |
| 9.        | "The Needle Lies"         | 3:08    |  |
| 10.       | "Electric Requiem"        | 1:22    |  |
| 11.       | "Breaking the Silence"    | 4:34    |  |
| 12.       | "I Don't Believe in Love" | 4:23    |  |
| 13.       | "Waiting for 22"          | 1:05    |  |
| 14.       | "My Empty Room"           | 1:25    |  |
| 15.       | "Eyes of a Stranger"      | 6:39    |  |

| Versão de 2003 com faixas extras |                                                                               |         |  |
| N.º                              | Título                                                                        | Duração |  |
| 1.                               | "The Mission" (Live at The Hammersmith Odeon, London, UK on 15 November 1990) | 6:11    |  |
| 2.                               | "My Empty Room" (Live at The Astoria Theatre, London, UK on 20 October 1994)  | 2:43    |  |

## Pessoal

### Membros da banda
- Geoff Tate – vocal, teclado, assobios and sinopses
- Chris DeGarmo – guitarra (guitarra principal nas faixas 2, 7, 8, 13, 15; guitarra de seis e doze cordas, violão, lap steel guitar), sintetizador de guitarra
- Michael Wilton – guitarra (guitarra principal nas faixas 3, 5, 6; violão de doze cordas)
- Eddie Jackson – baixo
- Scott Rockenfield – bateria, Percussão, teclado (10)

### Elenco
- Pamela Moore – como Sister Mary
- Anthony Valentine – como Dr. X
- Debbie Wheeler – como the Nurse
- Mike Snyder – como the Anchorman
- Scott Mateer – como Father William
- The Moronic Monks of Morin Heights – coro

### Produção
- Peter Collins – Produção
- Michael Kamen – arranjos orquestrados, coros e condução do cello
- James Barton – engenharia, engenheiro de mixagem
- Paul Northfield – engenharia
- Jim Campbell – assistência de engenharia
- Paul Milner – assistência de engenharia
- Glen Robinson – assistência de engenharia
- Ronald Prent – assistência de mixagem
- Bob Ludwig – masterização

## Desempenho comercial

### Álbum
| Tabela (de 1988)              | Posição | Ref    |
| ----------------------------- | ------- | ------ |
| Swiss Albums Chart            | 21      | [ 16 ] |
| Swedish Albums Chart          | 25      | [ 17 ] |
| Dutch Albums Chart            | 29      | [ 18 ] |
| German Albums Chart           | 40      | [ 19 ] |
| Billboard 200 (USA)           | 50      | [ 20 ] |
| UK Albums Chart               | 58      | [ 21 ] |
| Oricon Japanese Albums Charts | 64      | [ 22 ] |
| RPM100 Albums (Canada)        | 75      | [ 23 ] |

### Singles
| Ano  | Título                    | Chart                      | Posição | Ref    |
| ---- | ------------------------- | -------------------------- | ------- | ------ |
| 1989 | "Eyes of a Stranger"      | Hot Mainstream Rock Tracks | 35      | [ 24 ] |
| 1989 | "Eyes of a Stranger"      | UK Singles Chart           | 59      | [ 25 ] |
| 1989 | "I Don't Believe in Love" | Hot Mainstream Rock Tracks | 41      | [ 24 ] |

### Certificados
| País | Organização | Ano  | Vendas                 | Ref    |
| ---- | ----------- | ---- | ---------------------- | ------ |
| EUA  | RIAA        | 1991 | Platinum (+ 1,000,000) | [ 26 ] |